# دوبريفتسي
دوبريفتسي (بالبلغارية: Добревци)‏ قرية تقع إدارياً ضمن تريافنا في بلغاريا. ويبلغ عدد سكانها 9 نسمة حسب تعداد 15 مارس 2015. تعتمد دوبريفتسي للبريد على الرمز البريدي 5365.